# Těžká planeta
Těžká planeta (anglicky „Heavy Planet“) je vědeckofantastická povídka amerického fyzika a spisovatele Miltona A. Rothmana, která vyšla poprvé v roce 1939 v časopise Astounding Science Fiction. Autor ji publikoval pod pseudonymem Lee Gregor. Česky vyšla např. ve sbírce Těžká planeta (Triton, 2005).
Na moři planety s drtivou gravitací havaruje cizí kosmická loď, její objevitel Enis chce zachránit cenné mimozemské technologie před nepřátelskými nájezdníky.

## Postavy
- Enis – objevitel kosmické lodi
- Saden – vědec z Enisova národa

## Děj
Enisovi končí hlídka v sektoru EM, 426. čtverci Východního oceánu. Na obloze zahlédne zářící bod, který se zvětšuje a dopadne do oceánu nedaleko od něj. Je to mimozemská kosmická loď ve tvaru stříbřitého válce. Přistane u ní a jde ji prozkoumat. Cizí kosmické plavidlo je z velmi lehkých kovů a Enis se musí pohybovat velmi opatrně, aby nenarušil jeho křehkou strukturu. Uvnitř nalezne chuchvalce kašovité hmoty s dlouhými trubicemi (pozůstatky členů posádky svírajících zbraně, kteří byli rozdrceni obrovskou gravitací planety). Propátrává kajuty infračerveným viděním (kterým je vybaven) a hledá zdroj atomové energie a různé další přístroje. Tyto technologie budou zajímat Sadena a další vědce z jeho společenství. Kovové přepážky a stěny mu nečiní problém, dokáže je rukama rozpárat jako papír. Když konečně nalezne, co hledal, musí se pokusit dopravit cenný nález domů, než se loď potopí.
Automatická siréna jej varuje, že se blíží plavidlo. Je to ozbrojená loď nepřátelského národa Maraků. Je mu jasné, že proti přesile nemá mnoho šancí. Přesto se rozhodne bojovat. Několik Maraků zabije holýma rukama, poté se mu podaří dostat na jejich válečnou loď a řadu nepřátel zkosit salvami ultrafialového záření z palubního projektoru (obdoba děla). Nakonec použije atomovou zbraň z havarované kosmické lodi a nepřítele dorazí. Zanedlouho spatří blížícího se Sadena na kluzáku. Enisovi se podařilo uchránit drahocenný objev.